# Licor 43

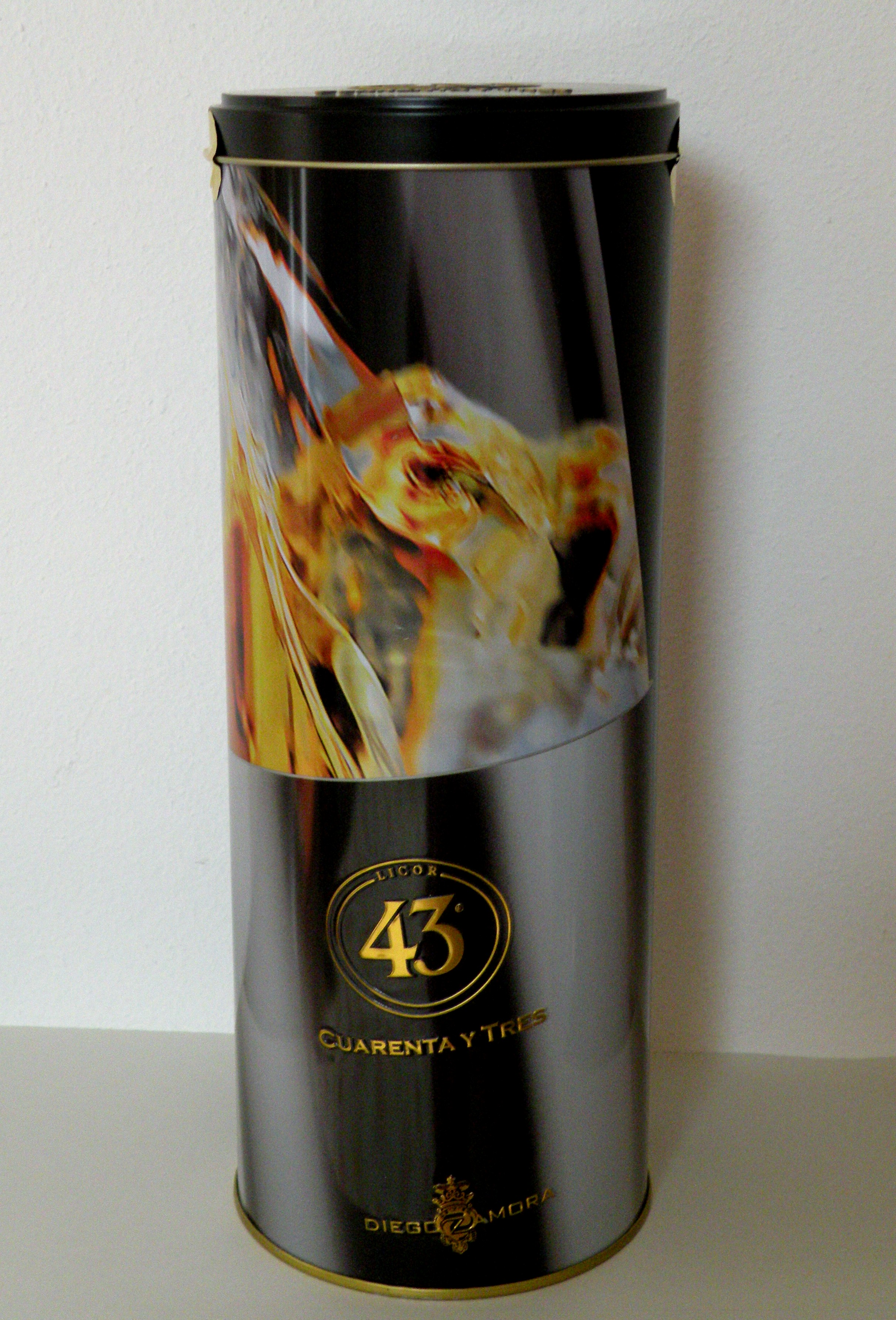
O licor 43 em embalagem especial

Licor 43 (ou Cuarenta Y Tres) é um licor espanhol de cor dourada, produzido em Cartagena, na Espanha.
A origem do nome vem de sua elaboração, que é feita através da infusão de 43 ingredientes naturais, dentre os quais se incluem frutas cítricas mediterrâneas e ingredientes botânicos selecionados.
O licor é utilizado em diversas combinações, podendo ser servido puro com gelo, misturado com café, ou ainda adicionado em drinques.

## História
Em 1946, os irmãos Diego, Angel e Josefina Zamora - juntamente com Emilio Restoy, marido de Josefina - fundaram o grupo Diego Zamora, com o objetivo de produzir, envasar e comercializar o Licor 43. Sua receita, de acordo com a companhia, deriva de fórmulas utilizadas durante o período romano.
A empresa, hoje nomeada Zamora Company, continuou a produção da bebida ao longo das próximas décadas. O consumo do produto cresceu ao longo da década de 1950, e tornou-se popular no mercado internacional na década de 1960, com o boom turístico da Espanha.
Em 2016, foi lançado o Licor 43 Orochata, uma versão do licor inspirada na típica bebida espanhola orchata.

## Ficha técnica
- Graduação alcoólica: 31% vol.
- Conteúdo: 700 ml.
- Origem: Espanha.
- Fabricante/Fornecedor: Zamora Company